# Falklandssundet

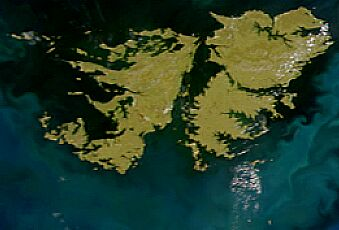
Falklandssundet går mellan öarna.

Falklandssundet (engelska: Falkland Sound) är ett sund som går från sydväst till nordöst och skiljer Västra och Östra Falkland  inom  det brittiska översjöiska territoriet Falklandsöarna åt.

## Namn
Sundet namngavs av John Strong 1690 för and hedra Anthony Cary, 5:e Viscount of Falkland. Först senare sammanföll namnet med ögruppens namn. Det finns även ett spanskspråkigt namn, "Estrecho de San Carlos", som syftar på skeppet San Carlos som seglade dit 1768; vilket ibland förväxlas med det engelskspråkiga namnet "San Carlos Water" som finns på Östra Falkland - och som namngivit San Carlos, Port San Carlos och San Carlos River.
Kapten John Strong gjorde den första nedtecknade landstigningen på någon av Falklandsöarnas huvudöar (Västra och Östra Falkland) den 29 januari 1690, vid Bold Cove (vid Port Howard) strax utanför Falklandssundet.

## Geografi
Sundet är cirka 80 km långt och mellan två och 32 km brett. Det finns ett antal mindre öar och skär i sundet, som Arch Islands, Eddystone Rock, Great Island, Swan Islands, Tyssen Islands. Det finns några mindre samhällen längs sundet. På östra sidan ligger Ajax Bay och Port San Carlos. På västra sidan finns Fox Bay, som är ögruppens näst största samhälle efter huvudorten Stanley, och Port Howard.  Det finns en reguljär färjeförbindelse mellan de två huvudöarna som korsar sundet  mellan New Haven och Port Howard.